# 徐興堯
徐興堯（1938年7月24日—），出生於遼寧省海城市，中国第一汽车集团公司原副經理及工程師，畢業於吉林工業大學專業。

## 生平
1963年加入中国第一汽车集团前身為一汽車廠管理層及工作，直至2006年退休為止，在1963年至2006年間，委任一汽设计处副处长、长春汽研所所长、一汽总工程师等工作、除此之外，還委任吉林省科技专家咨询委员会成员等多项职务，包括中国内燃机学会副理事长、中国汽车工程学会副理事长、中国机械工程学会常务理事、中华商标协会理事、吉林省汽车工程学会理事长、武汉工学院、吉林工业大学兼职教授等多项社会。